# Vandeleuria nilagirica
Vandeleuria nilagirica és una espècie de mamífer rosegador de la família dels múrids. És endèmica dels Ghats Occidentals (Índia). Els seus hàbitats naturals són els boscos montans perennifolis i les plantacions. Està amenaçada per l'activitat humana, l'ús de pesticides i la introducció d'arbres exòtics al seu medi. El seu nom específic, nilagirica, significa ‘dels Nilgiris’ en llatí.